# Eurysternus navajasi
Eurysternus navajasi är en skalbaggsart som beskrevs av Martinez 1988. Eurysternus navajasi ingår i släktet Eurysternus och familjen bladhorningar. Inga underarter finns listade i Catalogue of Life.